# Часът на вълка
„Часът на вълка“ (на шведски: Vargtimmen) е шведски сюрреалистичен филм от 1968 година на режисьора Ингмар Бергман по негов собствен сценарий.
Заглавието е препратка към славянско поверие, в което се твърди, че три часа след полунощ идва вълкът, за да прибира животи. Това поверие има своята статистическа обосновка, която твърди, че най-много хора умират именно в този час. Филмът разглежда самотата, лудостта и изолацията - най-честите теми в творчеството на Бергман. В главните роли играят Макс фон Сюдов и Лив Улман, а оператор е Свен Нюквист.

## Сюжет
Филмът започва като разговор между Алма (Лив Улман) и зрителите. Тя говори за съпруга си, за неговото състояние, което е развито като спомени, базирани на неговите дневници и нейни размишления.
Йохан Борг (фон Сюдов) е художник, който живее с младата си съпруга Алма в малка къща на остров Балтрум, където търси спокойствие след сътресение (което не се разкрива във филма). Йохан има чести контакти със странни и подозрителни хора, за които убеждава Алма, че са негови демони, и на които дава имена: Човекът-птица, Паразитите, Месоядците, Учителят и Дамата с шапката. Измъчван от демоните си, Йохан развива лошо безсъние.
Един ден старата дама спира до къщата и казва на Алма да прочете дневниците на съпруга си, които са скрити под леглото. Алма разбира, че Йохан не е навестяван само от истински или въображаеми посетители, а и от образите на първата му любима, Вероника Воглер (Ингрид Туули).
Двойката е посетена от барон фон Меркенс (Erland Josephson), който живее в замъка на острова. Художникът и съпругата му посещават сюрреалистичния замък и неговите обитатели. След вечеря, съпругата на барона кани двойката в спалнята, където им показва портрет на Вероника Воглер, рисуван от Йохан. Картината е толкова красива, че баронесата възкликва: „Това се превърна в част от самотния ми живот. Обожавам я!“. След като Йохан и Алма напускат замъка, тя споделя с него своя страх – да не го изгуби заради демоните, но е непреклонна и заявява, че ще се бори и няма да се предаде лесно.
Филмът е разделен чрез ремарк на две части.
Във втората част, отново Алма стои будна с Йохан, който е измъчван от кошмари и не може да спи. Той казва, че това е „Часът на вълка“ – в който най-много хора се раждат и умират. Оттук нататък Бергман разглежда психологическия срив на твореца – захвърля го в предишни спомени, подлага го на срещи с различни демони – Учителят, който се опитва да го откаже от спомените за Вероника.
Един от най-критикуваните и най-интересни (идеологически и философски) моменти настъпва тогава, когато дамата с шапката сваля кожата от лицето си.
Във финалните кадри, Алма говори на камерата: „Вярно ли е, че жена, която живее дълго време с мъжа си, накрая все още го харесва? Имам предвид, тя го обича, опитва се да мисли и вижда като него? Казва, че това може да те промени. Искам да кажа, ако обичах повече или по-малко и не се притеснявах от всичко около него, щях ли да мога да го защитя по-добре?“

## В ролите
| Изпълнител       | Роля               |
| ---------------- | ------------------ |
| Макс фон Сюдов   | Юхан Борг          |
| Лив Улман        | Алма Борг          |
| Гертруд Фрид     | Корин фон Меркенс  |
| Георг Рюдеберг   | Архивист Линдхорст |
| Ерланд Юзефсон   | Барон фон Меркенс  |
| Найма Вифстранд  | Старица с шапка    |
| Улф Йохансон     | Терапевт Хеербранд |
| Гудрун Брост     | Гамла фон Меркенс  |
| Бертил Анденберг | Ернст фон Меркенс  |
| Ингрид Тюлин     | Вероника Фоглер    |

## Премиера
- „Часът на вълка“ е прожектиран за пръв път през 19 февруари 1968 година.

## Критика
„Часът на вълка“ е посрещнат добре от критиката и дори има висок рейтинг в агрегатори на филмови ревюта като Rotten Tomatoes. Ню Йорк Таймс пишат, че „не е най-великия филм на Бергман, но е немислимо за всеки, който е сериозно заинтересован от киното да не го е гледал“.

## Завет
Най-дълго продължимата радио програма на WBAI взима името си от филма. „Часът на вълка“ се излъчва от 1972 и е фокусирано върху литературни произведения на научната фантастика и фентъзи жанра.